# Лени
Лени (итал. Leni) — коммуна в Италии, располагается в регионе Сицилия, в провинции Мессина.
Население составляет 641 человек (2008 г.), плотность населения составляет 80 чел./км². Занимает площадь 9 км². Почтовый индекс — 98050. Телефонный код — 090.
Покровителем коммуны почитаются Пресвятая Богородица (Maria santissima del Terzito), празднование 23 июля, и святой Иосиф.

## Демография
Динамика населения:

## Администрация коммуны
- Официальный сайт: http://www.comune.leni.me.it/